# 克劳德·E·香农奖
IEEE信息理论协会克劳德·E·香农奖表彰信息论领域里持久且深远的贡献，是通信理论领域最高奖，被誉为“信息科学诺贝尔奖”。香农奖鼓励在数学、通信工程和理论计算机科学交叉领域的突出成就。 每一位获奖者会在接下来的IEEE国际信息理论研讨会上作一场名为香农讲座的报告。 IEEE将首届香农奖授予信息论之父克劳德·E·香农，以向其致敬，并表彰其在信息科学领域的开创性工作。

## 获奖者
以下是克劳德·E·香农奖得主列表：
- 1972：克劳德·香农
- 1974：大衛·斯萊皮安（英语：David Slepian）
- 1976：罗伯特·法诺
- 1977：彼得·埃利亞斯（英语：Peter Elias）
- 1978：馬克·平斯克（英语：Mark Pinsker）
- 1979：雅各布·沃爾夫維茨
- 1981：W·威斯利·皮特森（英语：W. Wesley Peterson）
- 1982：歐文·S·里德（英语：Irving S. Reed）
- 1983：羅伯特·加拉格
- 1985：所罗门·格伦布
- 1986：威廉·盧卡斯·魯特（英语：William Lucas Root）
- 1988：詹姆斯·馬西（英语：James Massey）
- 1990：托馬斯·M·科弗（英语：Thomas M. Cover）
- 1991：安德鲁·维特比
- 1993：埃爾溫·伯利坎普
- 1994：亞倫·D·懷納（英语：Aaron D. Wyner）
- 1995：戴夫·福尼
- 1996：奇薩爾·伊姆賴（英语：Imre Csiszár）
- 1997：傑可布·立夫
- 1998：尼尔·斯洛恩
- 1999：嵩忠雄
- 2000：托馬斯·凱萊斯（英语：Thomas Kailath）
- 2001：傑克·沃夫（英语：Jack Wolf）
- 2002：托比·伯傑（英语：Toby Berger）
- 2003：洛依德·R·韋爾奇（英语：Lloyd R. Welch）
- 2004：羅伯特·麥克利斯（英语：Robert McEliece）
- 2005：理查德·布拉胡特（英语：Richard Blahut）
- 2006：魯道夫·阿爾斯韋德（英语：Rudolf Ahlswede）
- 2007：塞爾希奧·貝爾杜（英语：Sergio Verdú）
- 2008：羅伯特·M·格雷（英语：Robert M. Gray）
- 2009：約爾馬·里薩寧（英语：Jorma Rissanen）
- 2010：韩太舜
- 2011：什洛莫·沙邁（英语：Shlomo Shamai）
- 2012：阿巴斯·賈邁勒（英语：Abbas El Gamal）[3]
- 2013：卡塔琳·馬頓（英语：Katalin Marton）[4]
- 2014：科爾納·賈諾斯（英语：János Körner）
- 2015：羅伯特·卡爾德班克（英语：Robert Calderbank）
- 2016：亞歷山大·霍爾沃（英语：Alexander Holevo）
- 2017：謝雅正（英语：David Tse）[5]
- 2018：戈特弗里德·翁格伯克（英语：Gottfried Ungerboeck）
- 2019：埃達爾·阿利坎（英语：Erdal Arıkan）
- 2020：查尔斯·H·本内特
- 2021：阿隆·奧利茨基（英语：Alon Orlitsky）
- 2022：楊偉豪（英语：Raymond W. Yeung）
- 2023：魯迪格·烏班克（英语：Rüdiger Urbanke）
- 2024：安德魯·巴隆（Andrew Barron）
- 2025：彼得·秀爾[6]